# Puccinia vossii
Puccinia vossii är en svampart som beskrevs av Körn. ex G. Winter 1868. Puccinia vossii ingår i släktet Puccinia och familjen Pucciniaceae.   Inga underarter finns listade i Catalogue of Life.